# Площадь Республики (Флоренция)
Площадь Республики (итал. Piazza della Repubblica) — площадь во Флоренции, Италия.
В Древнеримское время на этом месте находился форум, в средневековье тут возникло гетто, которое было полностью снесено во время работ по благоустройству, когда Флоренция была столицей воссоединенной Италии.

## История

### Древнее время

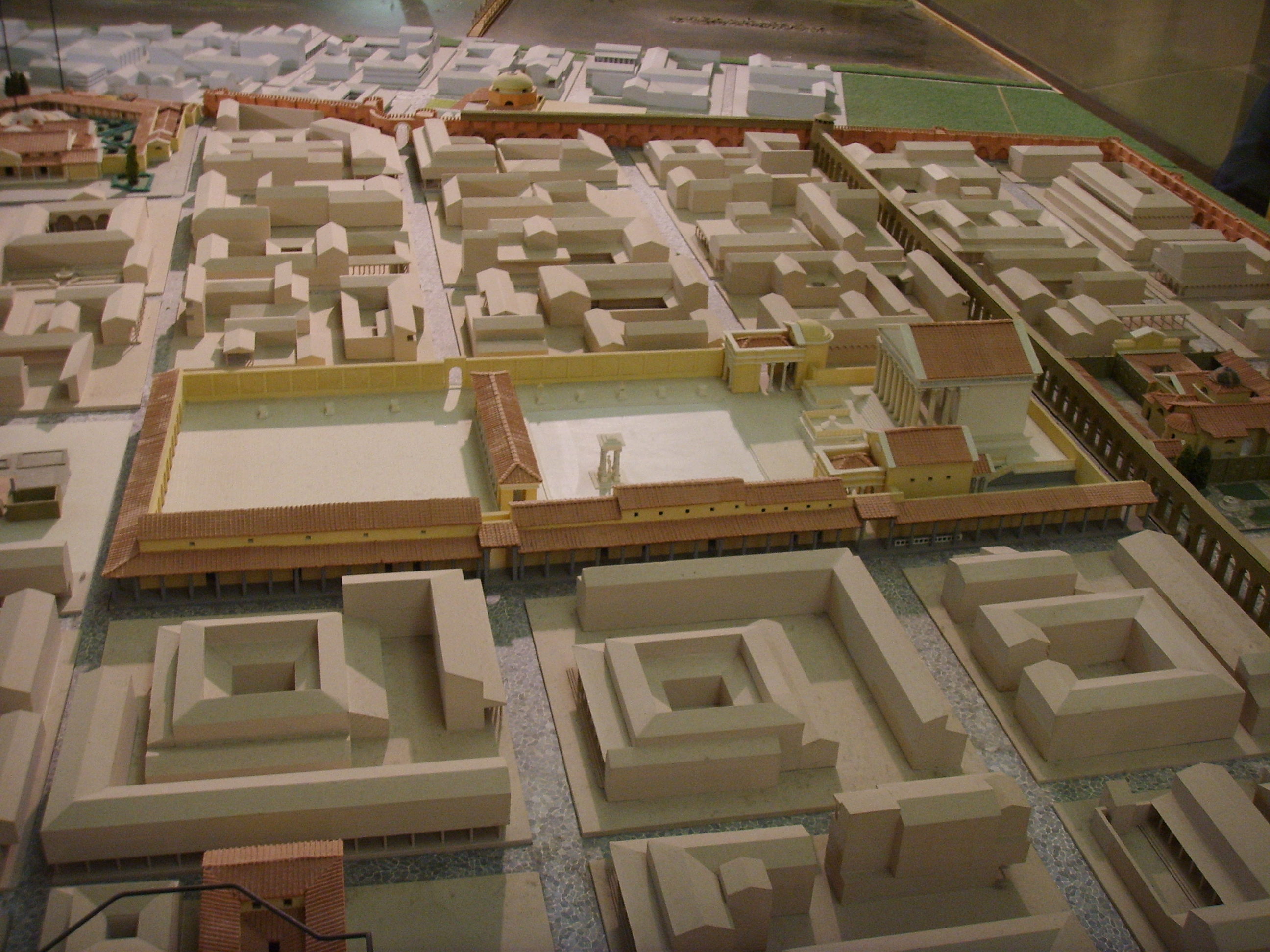
Реконструкция форума и прилегающих зданий

Во время Римской империи на месте площади находился форум. В XIX веке при сносе средневековых улиц были обнаружены фундаменты термальных комплексов, располагавшихся на южной стороне площадии. Позднее, некоторые улицы (например Via delle Terme) получили названия в соответствии с древними постройками, обнаруженными на них.

### Средневековье

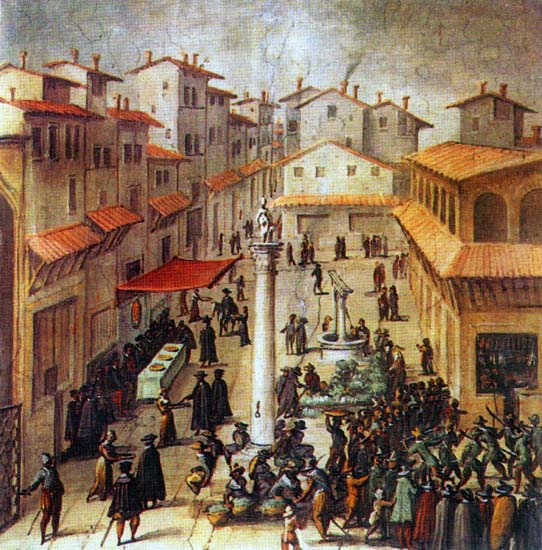
Пьяцца дель Меркато Веккио, Джованни Страдано (Палаццо Веккьо, Сала ди Гуальдрада). XVI век

В период раннего средневековья территория форума была застроена и плотно заселена. Летописцы отмечают, что к этому времени в городе не осталось ни одного сада или пастбища и рост плотности населения привёл к появлению многоквартирных домов с постоянно увеличивающейся этажностью.
Несмотря на это, район сохранил свою функцию общественного пространства и рынка, как и другие центральные площади в итальянских городах.
Здесь же располагалось еврейское гетто, учреждённое Козимо I Медичи. На его территории находились итальянская и испанская (левантинская) синагоги.

### Новое время
Во второй половине XIX века, после провозглашения Флоренции столицей Италии (1865-71), производились работы по расширению площади. Её пик пришёлся на 1885—1895 годы. Были разрушены многие здания, представлявшие историческую и культурную ценность, такие как средневековые башни, церкви, дворцы дворянских семей, а также ремесленные мастерские и резиденции. Некоторые здания (таких было очень мало) были перенесены на другое место. Например, Лоджия дель Пеше была собрана заново на площади деи Чомпи. В результате этих преобразований площадь приобрела свой современный вид.
По официальной версии, расширение было необходимо, для устранения антисанитарных условий, установившихся в этой части города. Фактически, снос позволили заинтересованным людям законным способом получить себе участки земли.
Внешний вид площади до перестройки XIX века задокументирован в гравюрах, картинах и рисунках в историческом музее Флоренции.
В 1890 году был открыт памятник Витторио Эмануэле II, который затем был перенесён в Касцину в 1932 году.
После Второй Мировой войны площадь получила современное название.

## Галерея

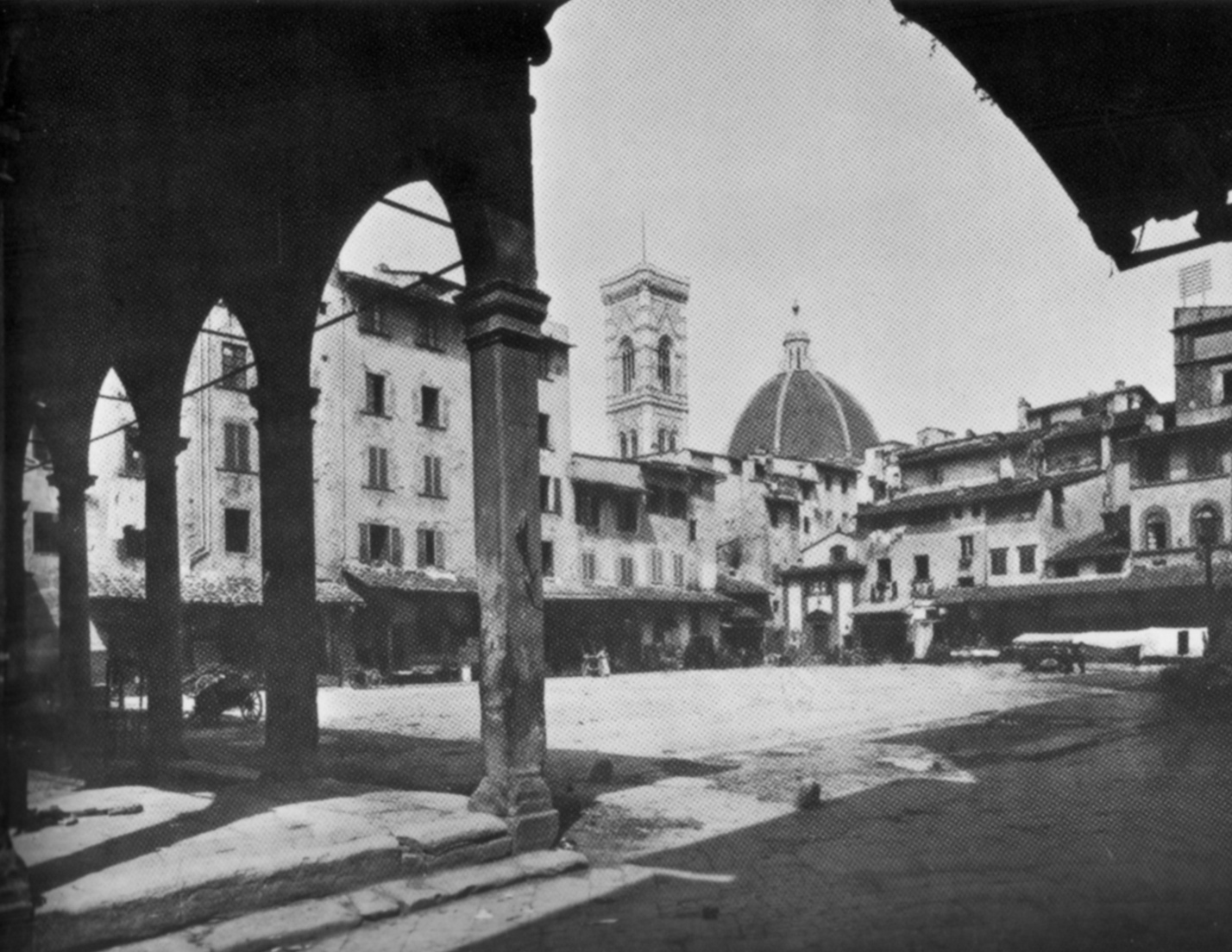
Площадь Меркато Веккио. Около 1888 года
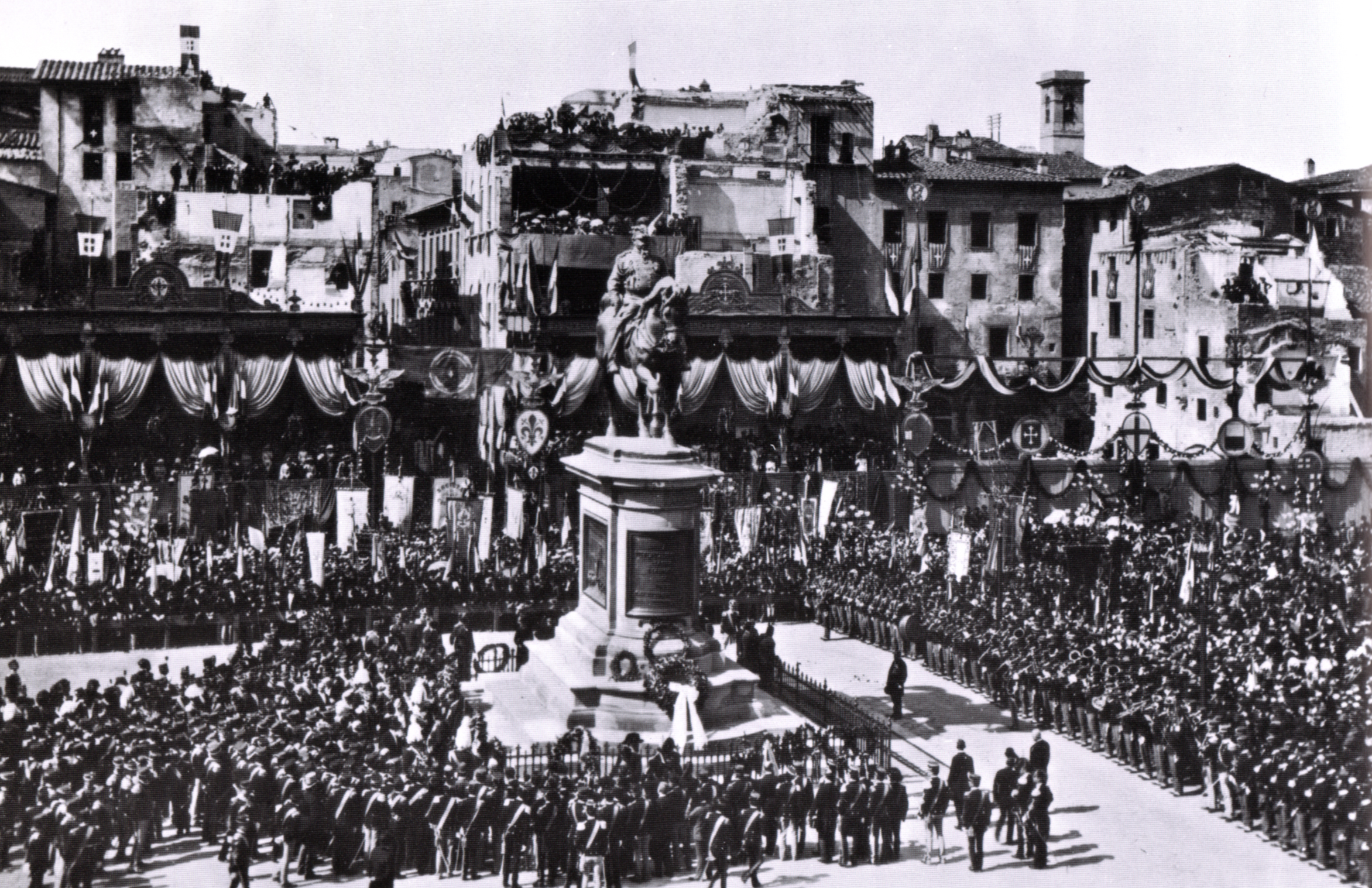
Торжественное открытие памятника Витторио Эмануэле II. 20 сентября 1890 года
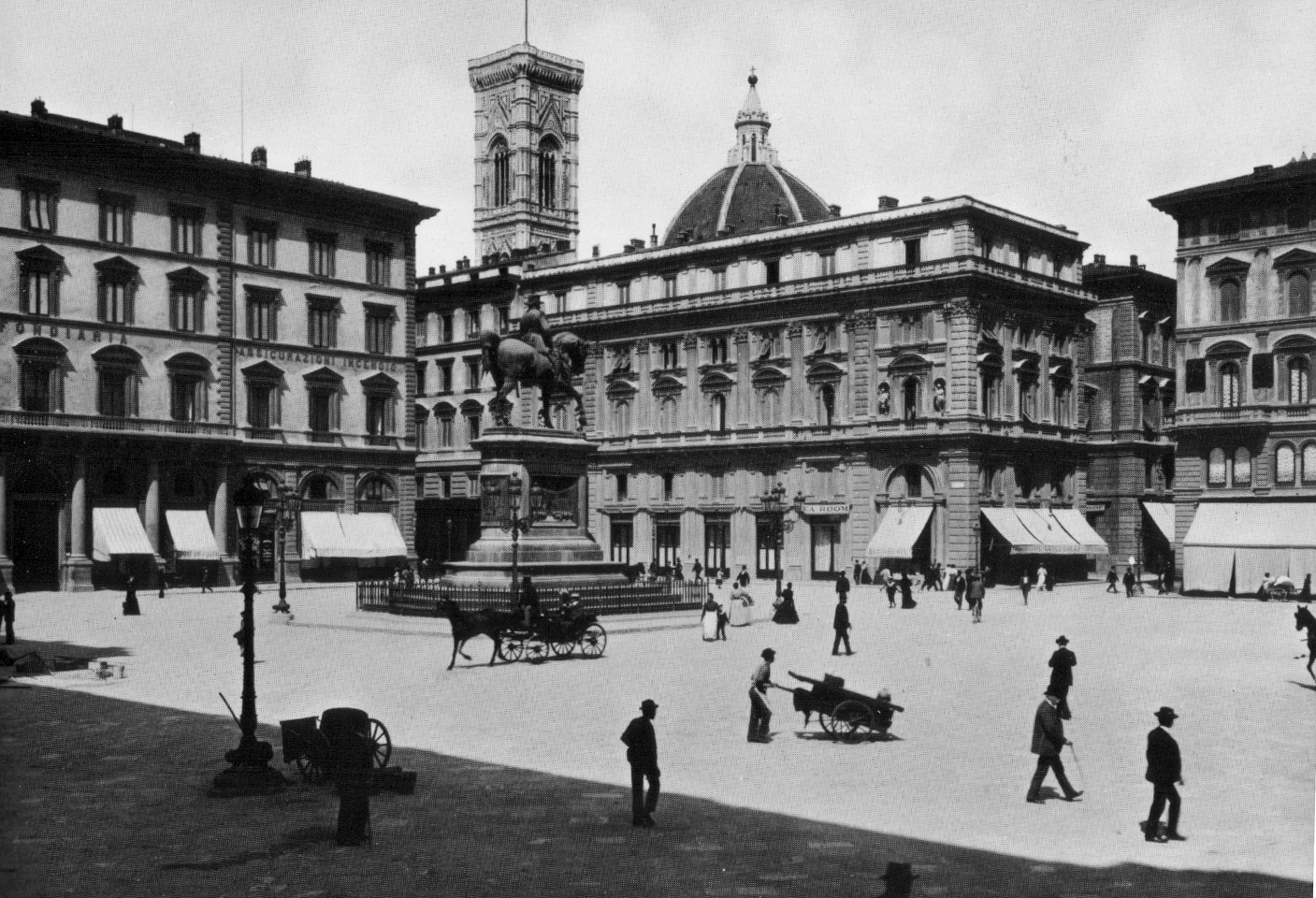
Площадь Витторио Эмануэле II. Около 1896 года
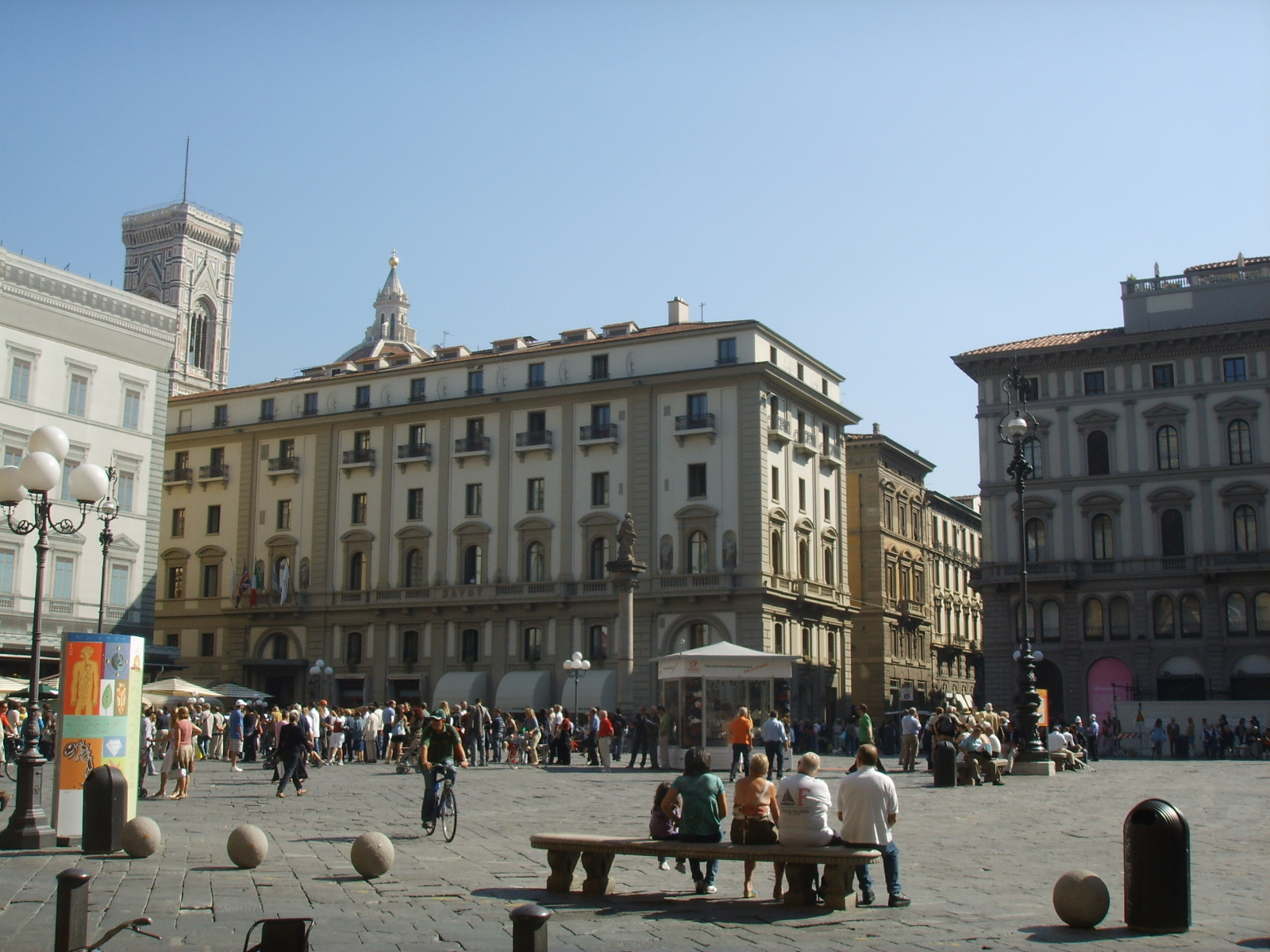
Площадь Республики. 2007 год
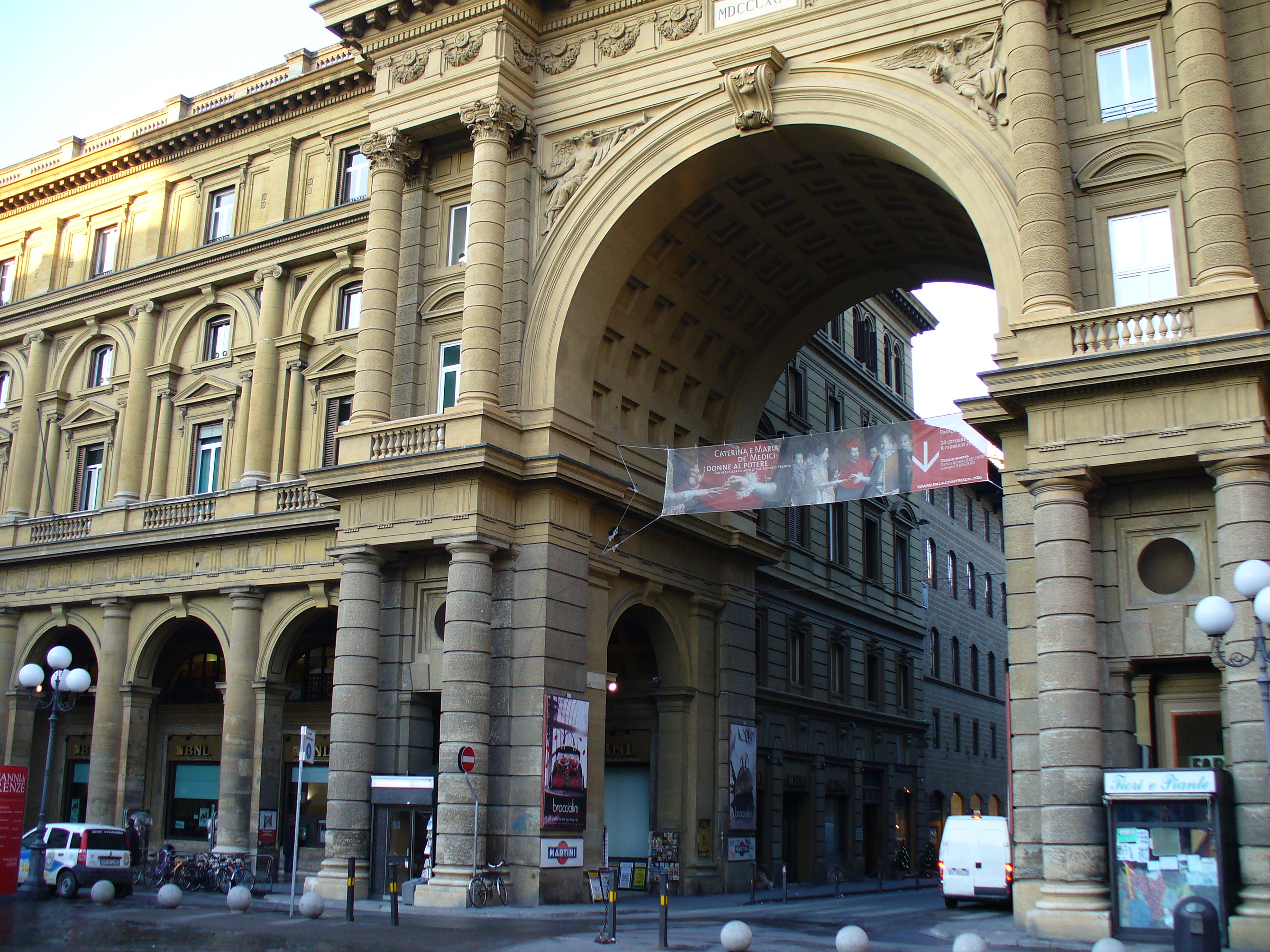
Арка
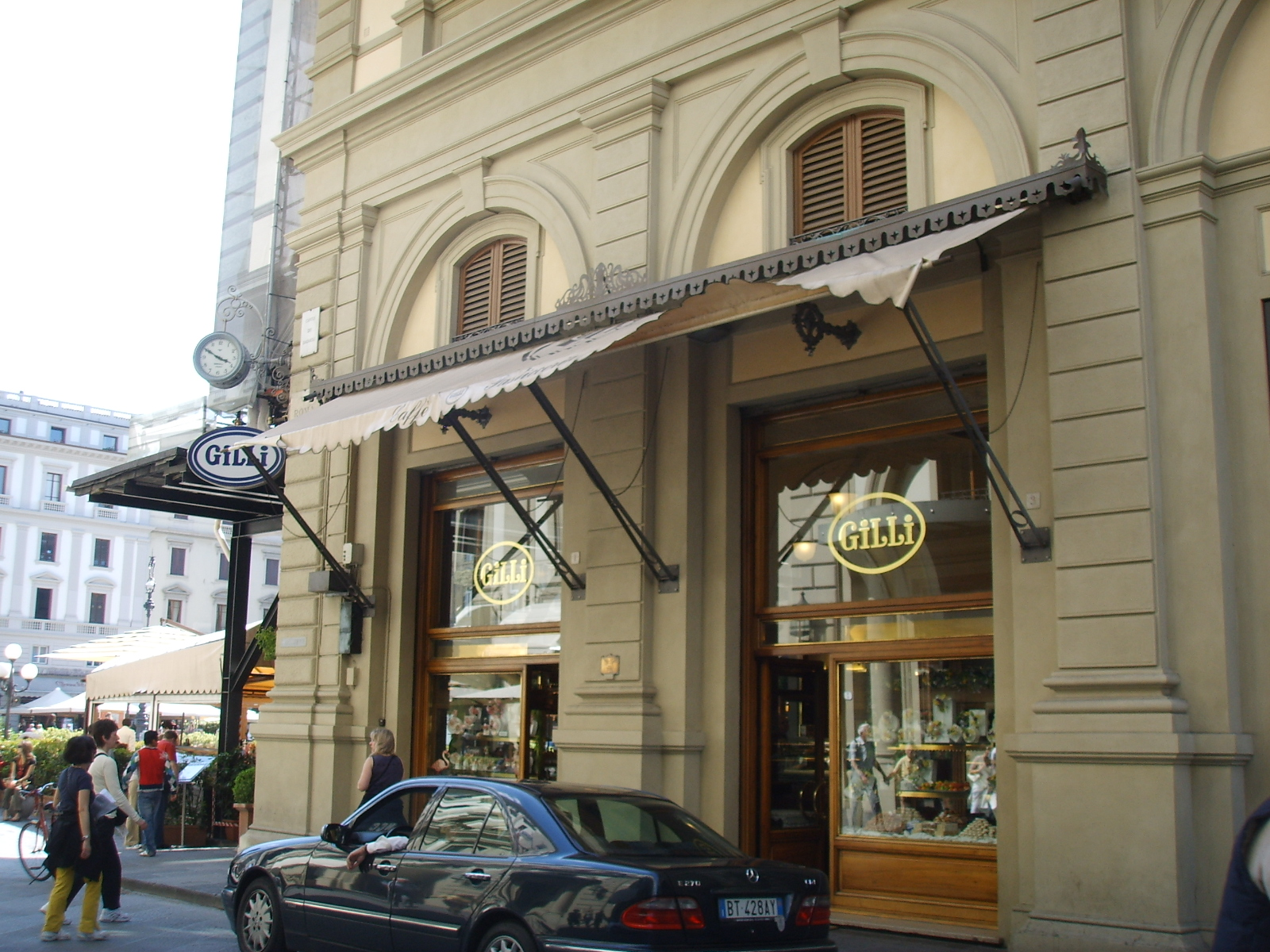
Кафе Джилли
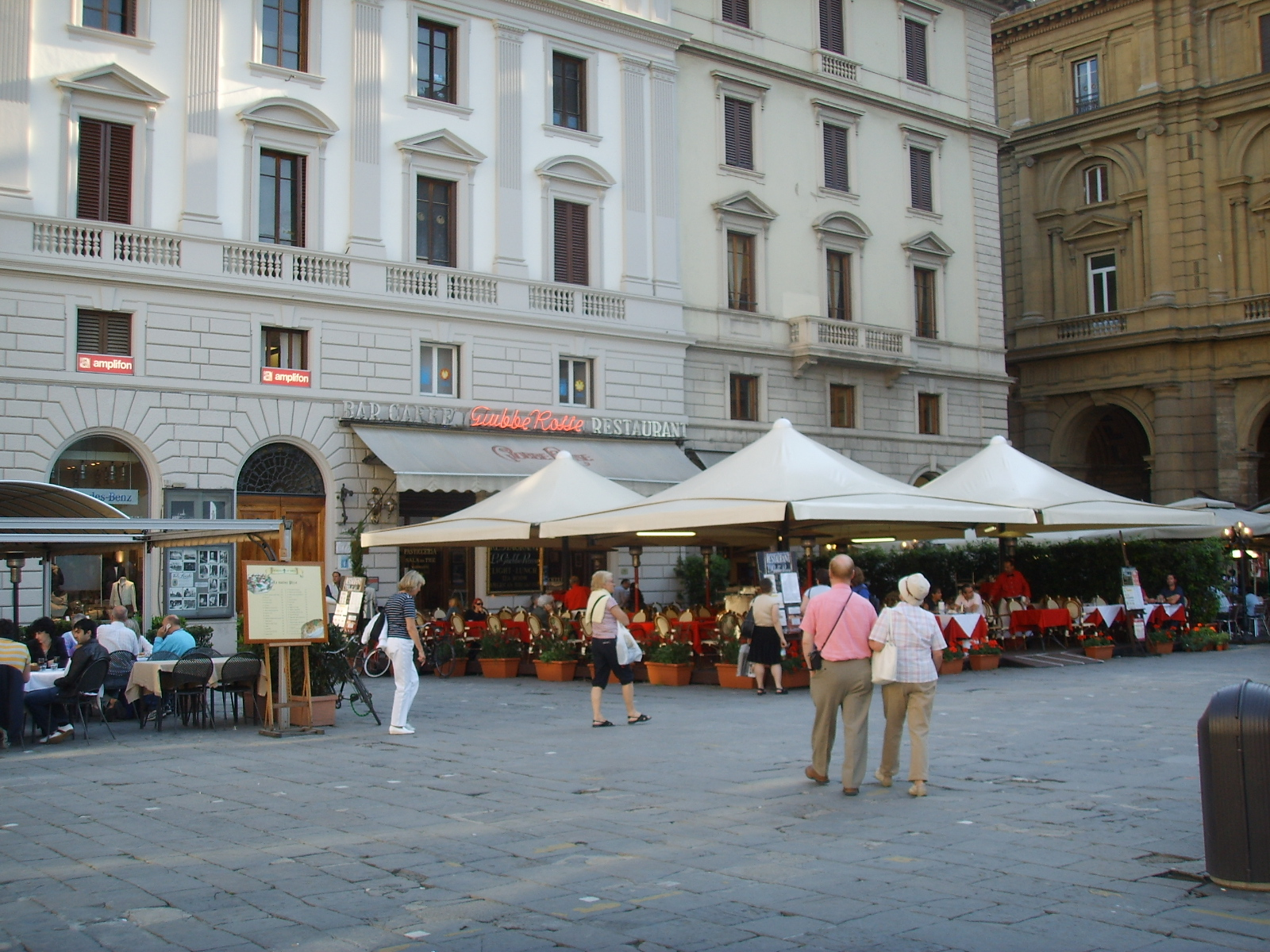
Кафе Ле Джуббе Росс